# لي بوتشر
لي بوتشر (بالإنجليزية: Lee Butcher)‏ (11 أكتوبر 1988 في المملكة المتحدة - ) هو لاعب كرة قدم بريطاني في مركز حراسة المرمى. لعب مع توتنهام هوتسبير ونادي ليتون أورينت ونادي مارغيت وسانت ألبانز سيتي وإيه أف سي ويمبلدون وغرايز أتلاتيك ‏ وويلينج يونايتد.

## وصلات خارجية
- لي بوتشر على موقع قاعدة بيانات كرة القدم.إي يو (الإنجليزية)
- لي بوتشر على موقع Soccerbase.com (لاعب) (الإنجليزية)